# De Nobili di Montepulciano
De Nobili di Montepulciano era una famiglia nobile di Montepulciano della cui fanno parte il cardinale Roberto de' Nobili e il missionario gesuita Roberto de Nobili.

## Storia
Il primo De Nobili di cui si ha notizie è Manente de Nobili, Governatore di Orvieto nel 1017, discendente della famiglia De' Guidoni di Civitella di Romagna discendente a sua volta di Ottone III di Sassonia. Infatti, come ricorda A. Parigi nel 1836: «Col terzo de' sovrani di tal nome [Ottone], e discendente dal sangue stesso reale, vuolsi che in Italia venisse, e nel paese di Civitella in Romagna prendesse stanza, la casata detta prima de' Guidoni poscia de' Nobili».
Dopo Manente de Nobili, dieci generazioni seguirono col titolo di consoli o di capitani al governo d'Orvieto. Nel 1460, Guido di Giovanni de Nobili si trasferì con la famiglia a Montepulciano, dove fu adottato da Andrea di Bartolomeo di Mamo. Ebbe quattro figli: Pier Francesco, Andrea, Giovan Gandolfo e Roberto. Quest'ultimo, nobile di Montepulciano e capitano del popolo di Ancona, si sposò con Ludovica Ciocchi del Monte (sorella di Papa Giulio III). Questi ebbero per figlio il marchese Vincenzo de' Nobili (circa 1515-1560), nobile di Montepulciano e Capitano delle armate imperiali. Fu anche, grazie al nepotismo di Papa Giulio III, Signore di Civitella e Governatore di Ancona. Sposò Maddalena Barbolani di Montauto e fu padre di: 
- Cardinale Roberto de' Nobili (5 settembre 1541-19 gennaio 1559, Roma), tumulato nella chiesa di San Pietro in Montorio;
- Caterina de Nobili (morta il 12 dicembre 1605), sposa di Sforza Sforza di Castell'Arquato (1520-1575), marchese di Castell'Arquato e 5º Conte Sovrano di Santa Fiora;
- Giulia de Nobili;
- Guido de Nobili, abate;
- Aurelio de Nobili, abate;
- Marchese Pierfrancesco (o Pier Francesco) de' Nobili, colonnello, marito di Clarice Ceoli (o Oceoli) e padre del missionario gesuita in India Roberto de Nobili (1577-1656).

La casata si estinse nel 1713; i beni che possedeva, nella città e nel territorio di Montepulciano, passarono alla famiglia Aldobrandi di Bologna e poi da questa nelle due nobili famiglie Colonna di Roma e Malvasia di Bologna.

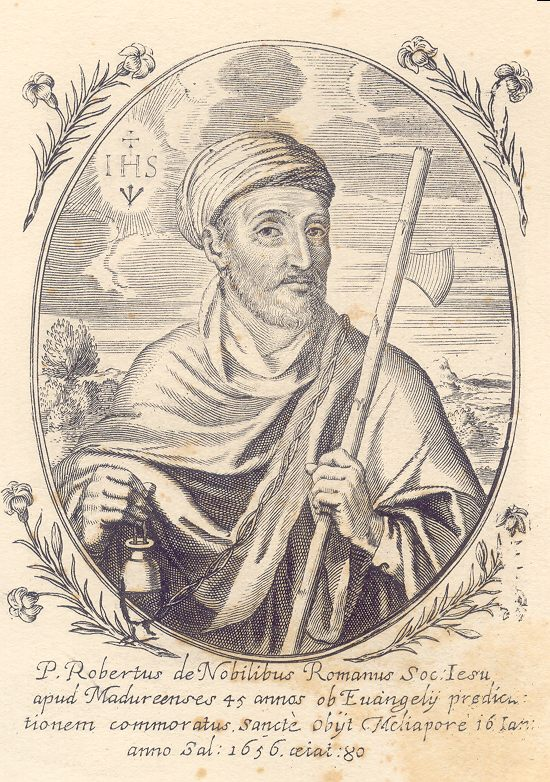
Roberto de Nobili (1577-1656)
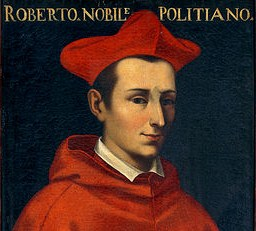
Roberto de' Nobili (1541-1559)

## Residenza

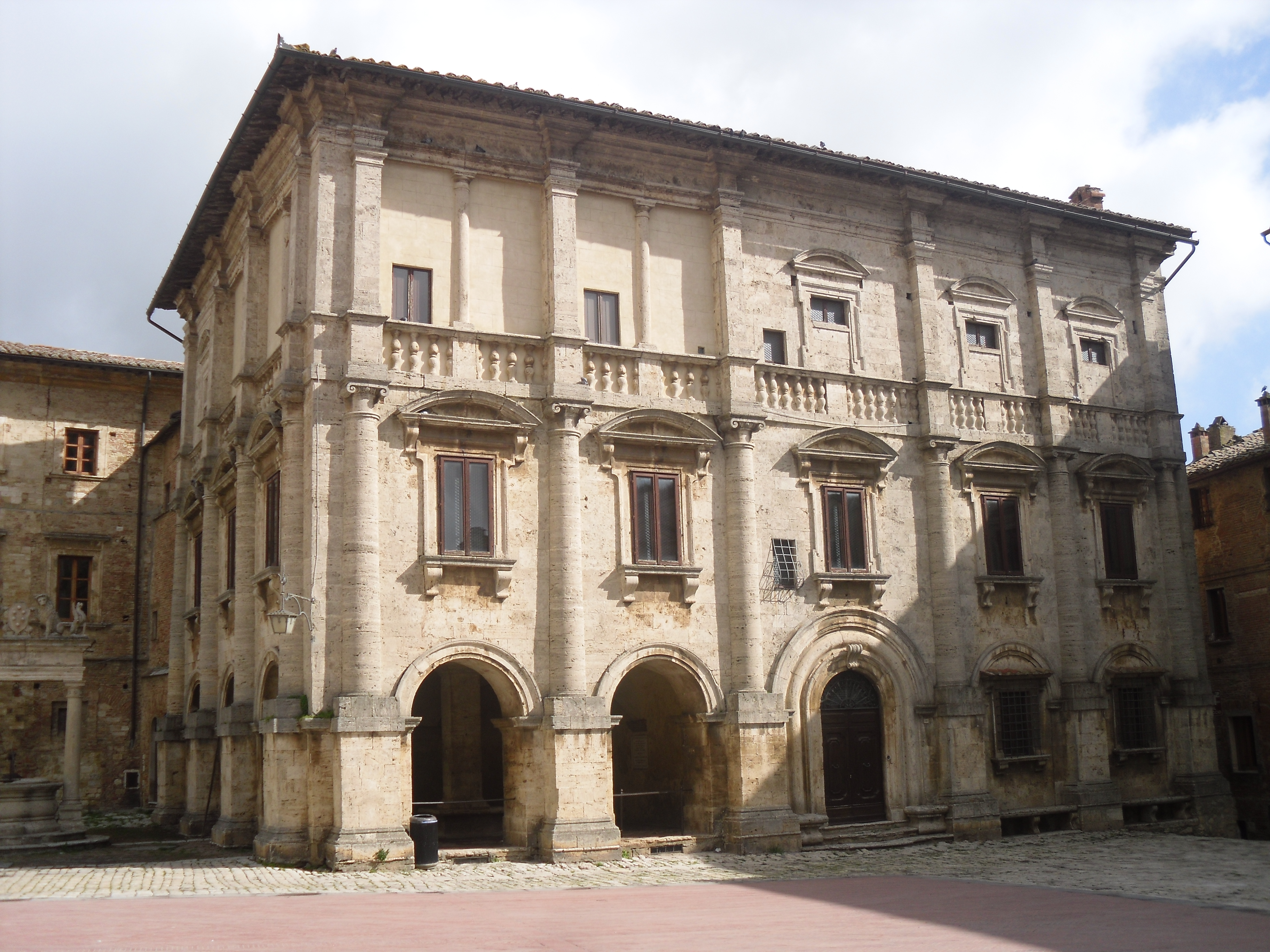
Palazzo Nobili-Tarugi

- Palazzo Nobili-Tarugi: palazzo nobiliare di Montepulciano. Situato in Piazza Grande di fronte al Duomo di Montepulciano edificato nel Cinquecento, è stato attribuito ai maggiori architetti manieristi, inizialmente a Antonio da Sangallo il Vecchio, più di recente a Jacopo Barozzi da Vignola . È stato residenza prima della famiglia Nobili e successivamente della famiglia Tarugi.

## Famiglie omonime
- De Nobili (di Catanzaro), provenendo da i De Nobili di Sicilia.
- De Nobili di Sicilia, provenendo da i De Nobili di Lucca.
- De Nobili di Lucca, cugini dei De Nobili di Montepulciano.